# 글라키도르비스과
글라키도르비스과(Glacidorbidae)는 담수에 사는 달팽이 과의 하나로 범유폐류에 속하는 복족류 연체동물이다.

## 2005년 분류
글라키도르비스과는 글라키도르비스상과(Glacidorboidea)의 유일한 과이다. 2005년 부쉐와 로크루아(Bouchet & Rocroi)의 복족류 분류는 글라키도르비스상과를 비공식군 하이새류로 분류했다.

## 2010년 분류
2010년 요르거(Jörger)와 그의 공저자들은 이새류를 재정의하면서, 글라키도르비스상과를 비공식군 하이새류에서 범유폐류로 옮겼다.

## 하위 속
글라키도르비스과에 포함되는 하위 속은 아래와 같다.
- 글라키도르비스상과(Glacidorboidea)
  - 글라키도르비스과(Glacidorbidae)
    - Glacidorbis Iredale, 1943 – 모식속
    - Gondwanorbis Ponder, 1986
    - Benthodorbis Ponder & Avern, 2000
    - Striadorbis Ponder & Avern, 2000
    - Tasmodorbis Ponder & Avern, 2000

## 참고 문헌
- Ponder W. F. & Avern G. J. (2000) "The Glacidorbidae (Mollusca: Gastropoda: Heterobranchia) of Australia". Records of the Australian Museum 52: 307–353. HTM 보관됨 2011-07-06 - 웨이백 머신